# We All Need Love (Domenic Troiano)
We All Need Love è un singolo di Domenic Troiano del 1979 estratto dal suo album Fret Fever. Il brano riuscì a entrare nella Top 40 delle classifiche disco.

## Tracce
1. We All Need Love – 5:50
2. Ambush – 3:45

## Cover

### Versione dei Double You
Gli italiani Double You realizzarono una cover del brano nel 1992 che raggiunse le vette delle classifiche.

### Versione di Mietta
Della traccia esiste anche una versione di Mietta del 1998 cantata in lingua italiana.